# OS Andromedae
Désignations
OS Andromedae (OS And), aussi connue sous le nom de Nova Andromedae 1986 est une nova qui est apparue dans la constellation d'Andromède en 1986. Elle a été découverte à 10 h 34 UT le 5 décembre 1986 par Mitsuri Suzuki, un instituteur de 28 ans vivant à Ena, au Japon. Il a photographié la partie de la Voie lactée qui traverse le nord d'Andromède avec un téléobjectif de 200 mm, et a trouvé la nova alors que sa magnitude apparente était de 8,0. Deux jours plus tard, elle a atteint une magnitude apparente maximale de 6,3,.